# Bismut(III)bromide
| α polymorf |
| β polymorf |

Bismut(III)bromide is een anorganische verbinding van bismut en broom, met als brutoformule BiBr3. De stof komt voor als een corrosief lichtgeel kristallijn poeder, dat onoplosbaar is in water maar er wel langzaam mee reageert.

## Synthese
Bismut(III)bromide wordt bereid uit bismut(III)oxide volgens onderstaande reactie, of uit de directe reactie van de elementen:
{\displaystyle {\ce {Bi2O3\ +\ 6HBr\ \ _{\longleftarrow }^{\longrightarrow }\ \ 2BiBr3\ +\ 3H2O}}}
{\displaystyle {\ce {2 Bi \ + \ 3 Br2 \ -> \ 2 BiBr3}}}

## Structuur
Van bismut(III)bromide zijn twee polymorfen bekend, waarvan het voorkomen afhangt van de temperatuur. {\displaystyle {\ce {\alpha - BiBr3}}} is stabiel onder 158 °C, {\displaystyle {\ce {\beta - BiBr3}}} is de stabiele vorm boven deze temperatuur. Beide polymorfen zijn monoklien, maar de α-vorm heeft Ruimtegroep P21/a terwijl de β-vorm in groep C2/m thuishoort. In de α-vorm wordt de structuur gevormd door trigonale piramidale moleculen, terwijl de β-vorm een met aluminiumchloride vergelijkbare polymere structuur vertoont. Van de leden van de trihalides van de stikstofgroep is dat van bismut het enige dat in de vaste fase zowel een moleculaire als een polymere structuur kan hebben.

## Reacties
{\displaystyle {\ce {BiBr3}}} is zeer goed in water oplosbaar. Het is een Lewiszuur dat makkelijk bromide-ionen opneemt en dan monomere en oligomere anionen (broombismutaten) vormt. Voorbeelden zijn: {\displaystyle {\ce {BiBr6^{3-}}}}, {\displaystyle {\ce {Bi2Br10^{4-}}}}, {\displaystyle {\ce {[BiBr4^{-}]_{n}}}} en {\displaystyle {\ce {BiBr5^{2-}}}}